# Sarcodon stereosarcinon
Sarcodon stereosarcinon är en svampart som beskrevs av Wehm. 1940. Sarcodon stereosarcinon ingår i släktet Sarcodon och familjen Bankeraceae.   Inga underarter finns listade i Catalogue of Life.